# Штаб-квартира Національної поліції Ізраїлю
31°47′49.78″ пн. ш. 35°13′57.46″ сх. д. / 31.7971611° пн. ш. 35.2326278° сх. д.

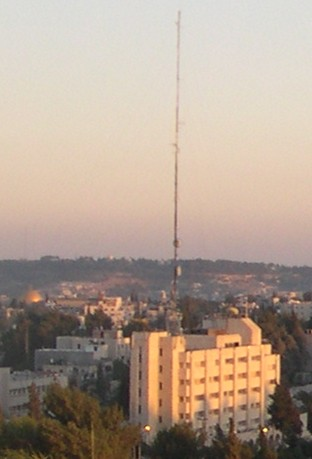

Штаб-квартира Національної поліції Ізраїлю (івр. בניין המטה הארצי של משטרת ישראל), розташована в Кир'ят Менахем Бегін в Єрусалимі. Протягом перших двох десятиліть Ізраїлю штаб-квартира ізраїльської поліції була в Тель-Авіві. Коли організація збільшила розмір, необхідність в новій будівлі стала очевидною. Після Шестиденної війни, в якій Ізраїль захопив увесь Єрусалим, нове місце розташування було вибране в Східному Єрусалимі, між горою Скопус і західною частиною міста. Оригінальна будівля, спочатку (у йорданський період) була спланована як лікарня. Згодом була перебудована за проектом архітектора Дену Ейтану і відкрита в 1973 році, на якій зв'язано другу і більш високу будівлю як додаткову. Пізніше поряд із штаб-квартирою поліції була побудована будівля Міністерства громадської безпеки.